# Myonia longiplaga
Myonia longiplaga är en fjärilsart som beskrevs av W. Warren 1907. Myonia longiplaga ingår i släktet Myonia och familjen tandspinnare. Inga underarter finns listade i Catalogue of Life.